# Trofeo Internacional Costa del Sol 1963
El Trofeo Internacional Costa del Sol 1963 fue la III edición del Trofeo Costa del Sol, celebrado en la ciudad española de Málaga durante los días 14 y 15 de agosto de 1963, y en la que participaron el equipo organizador, el Málaga, junto al campeón de Liga ese año, el Real Madrid, el conjunto inglés del Blackpool y el también ganador del campeonato francés ese año, el Mónaco.

## Cuadro
|  | Semifinales          | Semifinales          |   |        | Final                | Final                |  |
|  | 14 de agosto de 1963 | 14 de agosto de 1963 |   |        | 15 de agosto de 1963 | 15 de agosto de 1963 |  |
|  |                      |                      |   |        |                      |                      |  |
|  |                      |                      |   |        |                      |                      |  |
|  | Málaga               | 4                    |   |        |                      |                      |  |
|  | Mónaco               | 0                    |   |        |                      |                      |  |
|  |                      |                      |   |        |                      |                      |  |
|  |                      |                      |   |        |                      |                      |  |
|  |                      |                      |   |        | Málaga               | 3                    |  |
|  |                      | Real Madrid          | 1 |        |                      |                      |  |
|  |                      |                      |   |        |                      |                      |  |
|  |                      |                      |   |        |                      |                      |  |
|  |                      |                      |   |        | Tercer puesto        |                      |  |
|  |                      |                      |   |        |                      |                      |  |
|  | Real Madrid          | 4                    |   | Mónaco | 1                    |                      |  |
|  | Blackpool            | 1                    |   |        | Blackpool            | 2                    |  |

## Semifinales
| 14 de agosto de 1963 | Málaga                                                             | 4:0 (2:0) | Mónaco | Estadio La Rosaleda, Málaga |  |
|                      | - 18' Velázquez - 43' Evaristo Sande - 50' Ben Barek - 67' Fullone | Reporte   |        |                             |  |

| 14 de agosto de 1963 | Real Madrid                                    | 4:1 (4:0) | Blackpool | Estadio La Rosaleda, Málaga |               |
|                      | - Amancio 18' 38' - Di Stéfano 44' - Gento 45' | Reporte   | - 82'     | Árbitro(s): ?               | Árbitro(s): ? |

## Tercer puesto
| 15 de agosto de 1963 | Mónaco | 1:2 (0:2) | Blackpool     | Estadio La Rosaleda, Málaga |                           |
|                      | - ?' x | Reporte   | - 5' x - 6' x | Árbitro(s): Gómez Arribas   | Árbitro(s): Gómez Arribas |

## Final
| 1     | POR   | Américo         |    |
| 2     | DEF   | Tosco           |    |
| 3     | DEF   | Arias           |    |
| 4     | DEF   | Portalés        |    |
| 5     | MED   | Ben Barek       |    |
| 6     | MED   | Ruiz            |    |
| 7     | DEL   | Rovira          |    |
| 8     | DEL   | Otiñano         |    |
| 9     | DEL   | Fullone         |    |
| 10    | DEL   | Evaristo Sande  | 45 |
| 11    | DEL   | Torres          | 45 |
| D. T. | D. T. | José Luis Riera |    |

| 1     | POR   | Vicente      |    |
| 2     | DEF   | Isidro       |    |
| 3     | DEF   | Santamaría   |    |
| 4     | DEF   | Casado       |    |
| 5     | MED   | Müller       | 45 |
| 6     | MED   | Pachín       | 45 |
| 7     | DEL   | Amancio      |    |
| 8     | DEL   | Félix Ruiz   |    |
| 9     | DEL   | Puskas       |    |
| 10    | DEL   | Di Stéfano   |    |
| 11    | DEL   | Gento        |    |
| D. T. | D. T. | Miguel Muñoz |    |

| 12 | DEL | Velázquez | 45 |
| 14 | DEL | Bernardi  | 45 |

| 12 | MED | Zoco     | 45 |
| 14 | MED | Evaristo | 45 |

| 55' · 59' · 75' | Bernardi Otiñano Bernardi | 1:0 2:0 3:0 |

| 77' | Gento | 3:1 |

| 85' · 85' | Portalés Evaristo Sande |

| 85' | Amancio |

| Principal | González Echevarría |

| 1     | POR   | Américo         |    |
| 2     | DEF   | Tosco           |    |
| 3     | DEF   | Arias           |    |
| 4     | DEF   | Portalés        |    |
| 5     | MED   | Ben Barek       |    |
| 6     | MED   | Ruiz            |    |
| 7     | DEL   | Rovira          |    |
| 8     | DEL   | Otiñano         |    |
| 9     | DEL   | Fullone         |    |
| 10    | DEL   | Evaristo Sande  | 45 |
| 11    | DEL   | Torres          | 45 |
| D. T. | D. T. | José Luis Riera |    |

| 1     | POR   | Vicente      |    |
| 2     | DEF   | Isidro       |    |
| 3     | DEF   | Santamaría   |    |
| 4     | DEF   | Casado       |    |
| 5     | MED   | Müller       | 45 |
| 6     | MED   | Pachín       | 45 |
| 7     | DEL   | Amancio      |    |
| 8     | DEL   | Félix Ruiz   |    |
| 9     | DEL   | Puskas       |    |
| 10    | DEL   | Di Stéfano   |    |
| 11    | DEL   | Gento        |    |
| D. T. | D. T. | Miguel Muñoz |    |

| 12 | DEL | Velázquez | 45 |
| 14 | DEL | Bernardi  | 45 |

| 12 | MED | Zoco     | 45 |
| 14 | MED | Evaristo | 45 |

| 55' · 59' · 75' | Bernardi Otiñano Bernardi | 1:0 2:0 3:0 |

| 77' | Gento | 3:1 |

| 85' · 85' | Portalés Evaristo Sande |

| 85' | Amancio |

| Principal | González Echevarría |

| 1     | POR   | Américo         |    |
| 2     | DEF   | Tosco           |    |
| 3     | DEF   | Arias           |    |
| 4     | DEF   | Portalés        |    |
| 5     | MED   | Ben Barek       |    |
| 6     | MED   | Ruiz            |    |
| 7     | DEL   | Rovira          |    |
| 8     | DEL   | Otiñano         |    |
| 9     | DEL   | Fullone         |    |
| 10    | DEL   | Evaristo Sande  | 45 |
| 11    | DEL   | Torres          | 45 |
| D. T. | D. T. | José Luis Riera |    |

| 1     | POR   | Vicente      |    |
| 2     | DEF   | Isidro       |    |
| 3     | DEF   | Santamaría   |    |
| 4     | DEF   | Casado       |    |
| 5     | MED   | Müller       | 45 |
| 6     | MED   | Pachín       | 45 |
| 7     | DEL   | Amancio      |    |
| 8     | DEL   | Félix Ruiz   |    |
| 9     | DEL   | Puskas       |    |
| 10    | DEL   | Di Stéfano   |    |
| 11    | DEL   | Gento        |    |
| D. T. | D. T. | Miguel Muñoz |    |

| 12 | DEL | Velázquez | 45 |
| 14 | DEL | Bernardi  | 45 |

| 12 | MED | Zoco     | 45 |
| 14 | MED | Evaristo | 45 |

| 55' · 59' · 75' | Bernardi Otiñano Bernardi | 1:0 2:0 3:0 |

| 77' | Gento | 3:1 |

| 85' · 85' | Portalés Evaristo Sande |

| 85' | Amancio |

| Principal | González Echevarría |

| 1     | POR   | Américo         |    |
| 2     | DEF   | Tosco           |    |
| 3     | DEF   | Arias           |    |
| 4     | DEF   | Portalés        |    |
| 5     | MED   | Ben Barek       |    |
| 6     | MED   | Ruiz            |    |
| 7     | DEL   | Rovira          |    |
| 8     | DEL   | Otiñano         |    |
| 9     | DEL   | Fullone         |    |
| 10    | DEL   | Evaristo Sande  | 45 |
| 11    | DEL   | Torres          | 45 |
| D. T. | D. T. | José Luis Riera |    |

| 1     | POR   | Vicente      |    |
| 2     | DEF   | Isidro       |    |
| 3     | DEF   | Santamaría   |    |
| 4     | DEF   | Casado       |    |
| 5     | MED   | Müller       | 45 |
| 6     | MED   | Pachín       | 45 |
| 7     | DEL   | Amancio      |    |
| 8     | DEL   | Félix Ruiz   |    |
| 9     | DEL   | Puskas       |    |
| 10    | DEL   | Di Stéfano   |    |
| 11    | DEL   | Gento        |    |
| D. T. | D. T. | Miguel Muñoz |    |

| 12 | DEL | Velázquez | 45 |
| 14 | DEL | Bernardi  | 45 |

| 12 | MED | Zoco     | 45 |
| 14 | MED | Evaristo | 45 |

| 55' · 59' · 75' | Bernardi Otiñano Bernardi | 1:0 2:0 3:0 |

| 77' | Gento | 3:1 |

| 85' · 85' | Portalés Evaristo Sande |

| 85' | Amancio |

| Principal | González Echevarría |

|                            |
| Bandera de España          |
| Campeón Málaga 1.er título |